# Евстигнеев, Иван Васильевич
Иван Васильевич Евстигне́ев (1899—1967) — советский художник, живописец-баталист. Заслуженный деятель искусств РСФСР (1963). Лауреат Сталинской премии второй степени (1949).

## Биография
И. В. Евстигнеев родился 23 марта (4 апреля) 1899 года в селе Нижнее Маслово. Учился в Москве на рабфаке искусств при ВХУТЕМАСе-ВХУТЕИНе у Н. Н. Купреянова и Н. Х. Максимова (1925—1928), затем в Институте повышения квалификации ГМИИ имени А. С. Пушкина у Б. В. Иогансона (1936—1937). Работал как баталист. Занимался литографией, линогравюрой. Участник Великой Отечественной войны, выполнил альбом фронтовых зарисовок. В 1944—1964 годах в СВХ имени М. Б. Грекова.
В 1960—1962 годах руководил восстановлением панорамы «Бородинская битва» Ф. А. Рубо. Заново написал утраченный фрагмент панорамы «Бой у деревни Семёновской». Участник многих выставок. Картины мастера хранятся в ГТГ, Музее современной истории России, Краеведческой Приморской галерее (Владивосток). Писал также портреты, пейзажи, натюрморты.
И. В. Евстигнеев умер 11 февраля 1967 года. Похоронен в Москве на Головинском кладбище.

## Творчество
- панно «Привезли хлеб на трудодни» и «Колхозные ясли» для главного павильона на ВСХВ (1938—1939)
- диорама «Бой на Одерском плацдарме» (1948; совместно с П. С. Корецким)

картины
- «9-я Крымская кавдивизия в походе. 1920 год» (1925)
- «В. П. Чкалов после полёта» (1936)
- «Праздник авиации в Тушино» (1937)
- «Г. К. Орджоникидзе выступает перед самокатчиками» (1937)
- «Урожай 1944 года» (1944)
- «Утро в партизанском отряде» (1945)
- «В землянке гармонь» (1945)
- «Ночной бой» (1946)
- «Переправа через Дунай под Будапештом» (1948)
- «Рождение Красной Армии» (1954; совместно с В. К. Дмитриевским и Г. И. Прокопинским)
- «Под Сталинградом» (1955)
- «Взятие Шевардинского редута. 1812 год» (1956)
- «На подступах к Москве» (1962—1963)

## Награды и премии
- Медаль «За отвагу» (5 июня 1943 года).
- Медаль «За трудовое отличие» (16 сентября 1939 года) — в связи с успешным окончанием работ по строительству Всесоюзной Сельскохозяйственной Выставки[2].
- Заслуженный деятель искусств РСФСР (1963).
- Сталинская премия второй степени (1949) — за диораму «Бой на Одерском плацдарме».[3]